# Marian Józef Ryx

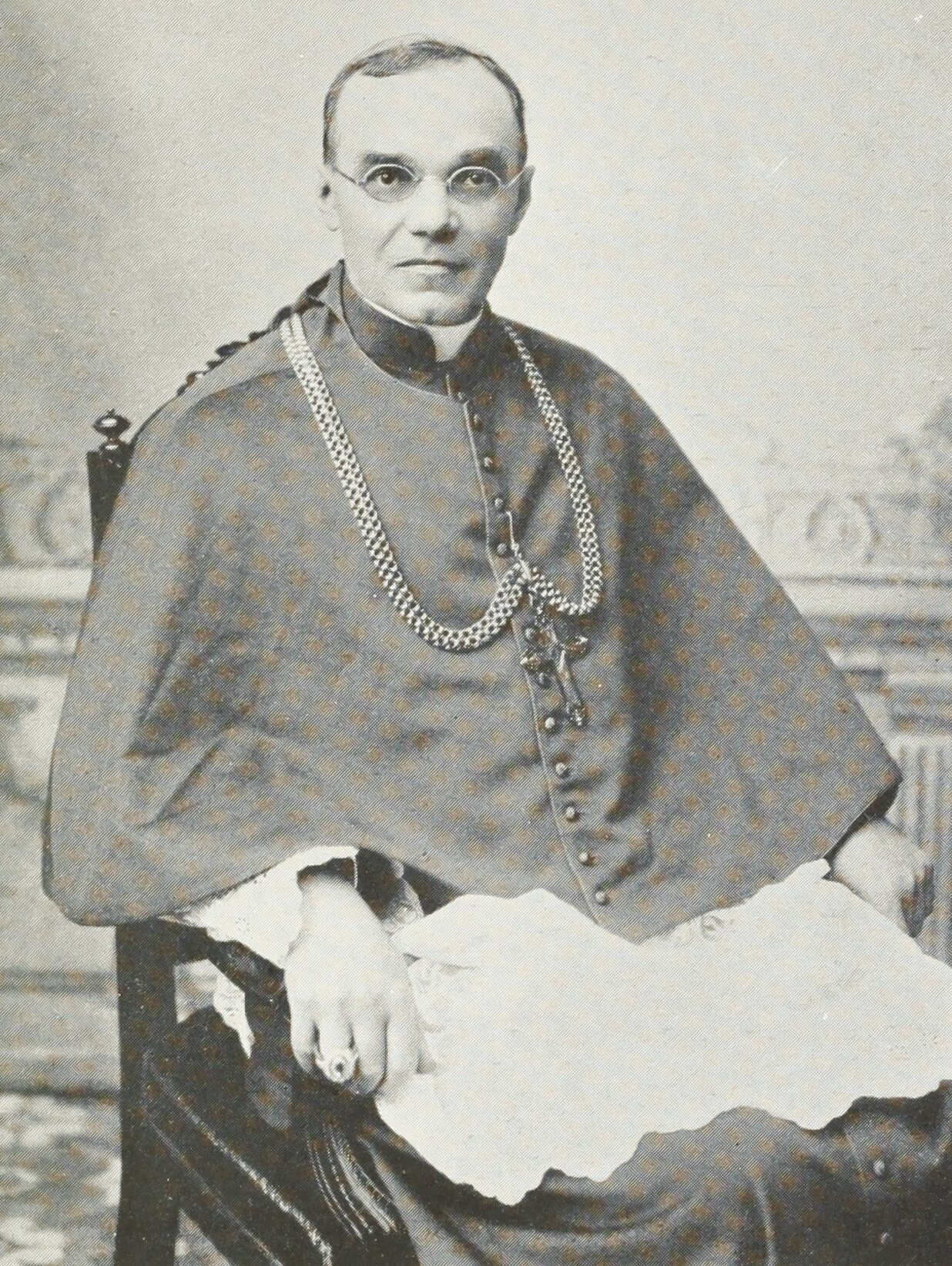
Marian Józef Ryx

Marian Józef Ryx (* 10. Dezember 1853 in Warschau; † 1. Juni 1930 in Sandomierz) war Bischof von Sandomierz.

## Leben
In Radom aufgewachsen, trat er nach dem Abitur in das Priesterseminar von Sandomierz ein. Er studierte an der theologischen Akademie in St. Petersburg und empfing am 20. Juli 1879 die Priesterweihe. Am 10. Januar 1908 zum Administrator des Bistums Sandomierz bestellt, ernannte ihn Papst Pius X. am 7. April 1910 zum Bischof von Sandomierz. Die Bischofsweihe spendete ihm am 19. Juni 1910 in St. Petersburg der Erzbischof von Mogilew, Vincent Kluczynski; Mitkonsekratoren waren Stefan Antoni Denisewicz, Weihbischof in Mogilew, und Augustyn Łosiński, Bischof von Kielce.
Seine letzte Ruhestätte fand er in der Krypta der Kathedrale von Sandomierz.